# Johannes von Tepl
Johannes von Tepl, aussi connu sous les noms de Johannes von Saaz (en tchèque Jan ze Žatce), Johannes von Schüttwa ou Johannes Henslin de Sitbor est un poète allemand né vers 1350, probablement à Schüttwa, dans le royaume de Bohême et mort en 1414 ou 1415 à Prague. Il est connu pour son œuvre poétique Der Ackermann aus Böhmen écrite en 1400 ou 1401 et considérée comme l'un des chefs-d'œuvre de la littérature allemande du Moyen Âge tardif.
Von Tepl est probablement né à Schüttwa, dont le nom actuel est Šitboř, un village rattaché à la ville tchèque de Poběžovice, proche de la frontière avec l'Allemagne. Son père possède une cure dans ce village jusqu'en 1374.
Il tient probablement son nom de la ville de Tepl (désormais Teplá) où il commence ses études à l'abbaye de Teplá. Von Tepl suit ensuite des études dans les Arts libéraux, probablement à l'université Charles de Prague qui a ouvert en 1348.
Après ses études, il travaille à Saaz (désormais Žatec) comme notaire public, puis recteur de l'école de latin de la ville et enfin, à partir de 1383, il prend la charge de responsable du registre de la ville.
En 1404, le roi de Bohême Venceslas IV lui accorde le privilège de prélever une taxe à chaque boucher du marché.
En 1411, von Tepl quitte Saaz pour rejoindre la capitale, Prague, où il est nommé notaire du quartier de Nové Město.